# Lit-et-Mixe
Lit-et-Mixe (gaskonsko Lit e Micse) je naselje in občina v francoskem departmaju Landes regije Akvitanije. Naselje je leta 2009 imelo 1.497 prebivalcev.

## Geografija
Kraj leži v pokrajini Gaskonji ob priobalni reki Courant de Contis, 43 km severozahodno od Daxa. 7 km zahodno od naselja, na obali Biskajskega zaliva Côte d'Argent, se nahaja letovišče Cap-de-l'Homy Plage.

## Uprava
Občina Lit-et-Mixe skupaj s sosednjimi občinami Castets, Léon, Lévignacq, Linxe, Saint-Julien-en-Born, Saint-Michel-Escalus, Taller, Uza-les-Forges in Vielle-Saint-Girons sestavlja kanton Castets s sedežem v Castetsu. Kanton je sestavni del okrožja Dax.

## Zanimivosti
Lit-et-Mixe je vmesna postaja primorske variante romarske poti v Santiago de Compostelo, tim. Voie de Soulac.
- cerkev Notre-Dame de Lit iz 15. do 19. stoletja, zgrajena v pretežno neogotskem slogu,
- cerkev sv. Vincenca, Mixe,
- Musée vieilles Landes; muzej hrani dediščino Marensina, dela pokrajine Landes, s pričevanjem o življenju na prelomu iz 19. v 20. stoletje, z ohranjenimi starimi orodji, stroji, pripomočki.